# ملعب كانشينجونغا
ملعب كانشينجونجا المعروف أيضًا باسم كانشينجونجا كريريغان هو ملعب متعدد الأغراض في سيليجوري، الهند. ويستخدم بصفةٍ رئيسية في مباريات الكريكيت وكرة القدم. بُنيَ الملعب في الثمانينيات، ويتسع لـ 40.000 متفرج، وهو حاليًا ملعبًا لنادي كانشينجونجا لكرة القدم الدوري الممتاز لسيليجوري.